# 乳酸桿菌科
乳酸桿菌科（にゅうさんかんきんか、学名：Lactobacillaceae）あるいはラクトバシラス科は、ラクトバシラス目に属する科であり、乳酸菌に含まれる。